# Diversidad sexual en Senegal
Las personas del colectivo LGBT+ en Senegal se enfrentan a ciertos desafíos legales y sociales no experimentados por otros residentes. La criminalización de las relaciones sexuales consensuales entre personas del mismo sexo se mantuvo en las reformas del código penal en 1965, por otra parte, la diversidad sexual aun es un tema tabú en la sociedad senegalense, la cual es mayormente conservadora, por lo tanto, aun persiste la violencia, la discriminación y la persecución de las personas LGBT+ en el país.
Existen disposiciones legales vigentes que protegen la orientación sexual de forma limitada.

## Estatus legal
La homosexualidad en Senegal es ilegal desde 1965. A diferencia de otros países de África (como Sierra Leona, Tanzania o Ghana), las normas contra la sodomía en Senegal no fueron heredadas del colonialismo, sino adoptadas una vez que el país se independizó de Francia.
El artículo 319 del Código Penal senegalés estipula penas de entre uno y cinco años de cárcel para quienes cometan “un acto impropio o antinatural con una persona del mismo sexo”. Adicionalmente, la conducta se sanciona con una fianza estimada entre 100.000 y 1.500.000 de francos. 
A pesar de que la legislación posee varias décadas de antigüedad, hay evidencia de que su aplicación comenzó a intensificarse entre fines de la década de 1990 y comienzos de la década de 2000.

## Protecciones contra la discriminación
No existen leyes que protegan ampliamente a las personas LGBT contra la discriminación, sin embargo, existen protecciones legales limitadas que protegen de forma explícita la orientación sexual:
- Ley 2017-27 sobre el Código de Prensa.
  - Artículo 18. "Los periodistas y técnicos de los medios de comunicación deben respetar la dignidad humana; evitar cualquier alusión, a través de texto, imagen y sonido, al origen étnico o nacional, religión, género u orientación sexual de una persona, así como a cualquier enfermedad o discapacidad física o mental, que tenga carácter discriminatorio y/o estigmatizador".[3]

- Ley sobre Delitos Cibernéticos 2008, que modifica el Código Penal.
  - Artículo 431-24. "Cualquier persona que, salvo en los casos previstos por la ley, coloque o almacene en un soporte informático o en una memoria, sin el consentimiento expreso del interesado, datos personales que, directa o indirectamente, revelen el origen racial o étnico, las opiniones políticas, filosóficas o religiosas, o la afiliación sindical, o que se refieran a la salud o a la orientación sexual del interesado, será castigado con la pena de prisión de uno a siete años y multa de 500.000 a 10.000.000 de francos o con una de estas dos penas solamente. Lo dispuesto en el punto primero de este artículo es aplicable a los tratamientos no automatizados de datos personales cuya realización no se limite al ejercicio de actividades exclusivamente personales".[2]

## Historia
Durante el período precolonial y colonial, la sociedad senegalesa no se caracterizó por una sistemática opresión social hacia la homosexualidad. Bien al contrario, hay investigaciones que señalan que los pueblos de tradición wolof eran tolerantes con algunas formas de homosexualidad y transexualidad.
Entre los wolof, incluso existió el término “gor-digen” para referirse a aquellos hombres “con vestidos y comportamientos femeninos que se ganaban la vida ejerciendo la prostitución”.   
Ante esta realidad, socialmente visible, las autoridades coloniales francesas no reaccionaron adoptando medidas punitivas. Por el contrario, la creciente influencia del clero musulmán (en un país el que actualmente que más del 80% de la población se confiesa seguidora del Islam) condenó siempre este tipo de prácticas. En 1960, al independizarse el país, la dirigencia religiosa musulmán aumentó considerablemente su influencia y comenzó a promover posturas conservadoras en casi todos los aspectos de la vida social, incluyendo la homosexualidad.

## Homofobia y violaciones a los derechos humanos
A comienzos del siglo XXI, la persecución de la homosexualidad en el país ha aumentado considerablemente, reavivada internamente por el fortalecimiento del clero musulmán y también por la incidencia de situaciones similares en otros países del continente, especialmente en Malawi, Nigeria y Kenia.
Las principales violaciones a los derechos humanos constatadas por organizaciones internacionales incluyen el desenterramiento de cadáveres de personas homosexuales de cementerios, la persecución originada a raíz de reuniones sociales en las que participaban gays y lesbianas (a menudo, confundidas con “casamientos”) y la emigración forzada hacia otros países del mundo a consecuencia de esas situaciones.

### Fiesta y persecución
En febrero de 2008, el semanario senegalés Icône publicó una veintena de fotografías sobre una supuesta boda homosexual que había tenido lugar en 2006. La mayoría de los hombres que salieron en las imágenes eran perfectamente reconocibles. Luego, tras la republicación de las mismas fotos en otros medios, se desató una ola de persecución que fue avivada por varias organizaciones civiles y religiosas. 
Las consecuencias fueron dramáticas para muchos de los hombres retratados. Uno de ellos, Pape Mbaye, fue atacado por la policía y por muchedumbres armadas y debió escapar del país. Finalmente, recaló en Estados Unidos, cuyo gobierno le concedió el estatus de refugiado.
Otros implicados, dos jóvenes identificados como Baba y Baidy escaparon hacia Marruecos intentando tramitar una solicitud de asilo frente a la embajada de España en Rabat. 
Entre quienes permanecieron en el país, nueve fueron arrestados en enero. Finalmente, ante la presión internacional de organizaciones como Amnistía Internacional y Onusida, fueron liberados en abril de 2009. Sus condenas a prisión fueron anuladas.

### Muerte y desentierro de Madièye Diallo
El activista homosexual Madièye Diallo, quién también apareció en las fotografías de la revista Icône, huyó a Malí tras el escándalo desatado y volvió a Senegal un año después. El 1 de mayo de 2009 falleció por causas relacionadas con su condición de seropositivo y su familia decidió enterrar sus restos en un cementerio de la localidad de Thies. Meses después, una multitud de vecinos de la ciudad exigió que el cuerpo de Diallo fuera retirado del cementerio debido a su condición homosexual.

## Reacción internacional
Organizaciones como IGLHRC (Comisión Internacional por los Derechos Humanos de Gays y Lesbianas), Human Rights Watch y Onusida condenaron abiertamente las detenciones y exigieron a las autoridades que garantizaran seguridad para todas las personas homosexuales del país.
El presidente francés, Nicolas Sarkozy también manifestó su preocupación por la situación.